# Cilly Aussem
Cäcilie Edith Aussem (Koln, 4 de janeiro de 1909 - 22 de março de 1963) foi uma tenista alemã. Ela ganhou os dois primeiros torneios de simples de Roland-Garros e Wimbledon, em 1931. Foi a primeira tenista alemã a ganhar um Grand Slam.